# Flaskan och Räkenholmen

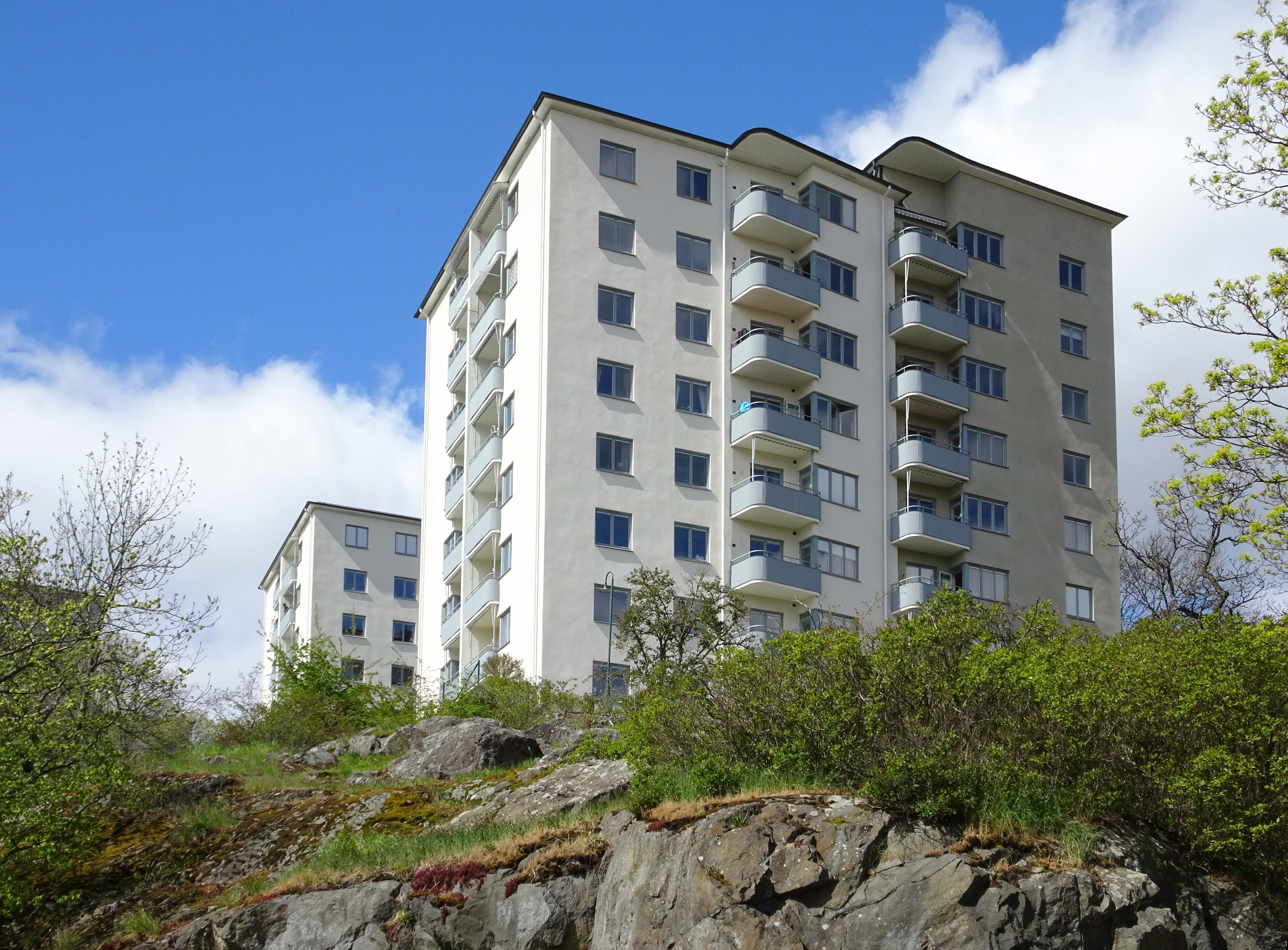
HSB:s punkthus Pokalvägen nr 4 och bakom nr 6, maj 2020.

Flaskan och Räkenholmen är två kvarter vid Pokalvägen på Reimersholme i Stockholm. I kvarteren uppfördes 1942–1944 fyra kulturhistoriskt värdefulla bostadshus av Hyresgästernas sparkasse- och byggnadsförening (HSB) och invigdes i samband med företagets jubileumsutställning i augusti 1944. Bebyggelsen består av fyra punkthus som är grönklassade av Stadsmuseet i Stockholm vilket innebär att de anses vara ”särskilt värdefulla från historisk, kulturhistorisk, miljömässig eller konstnärlig synpunkt”.

## Bakgrund

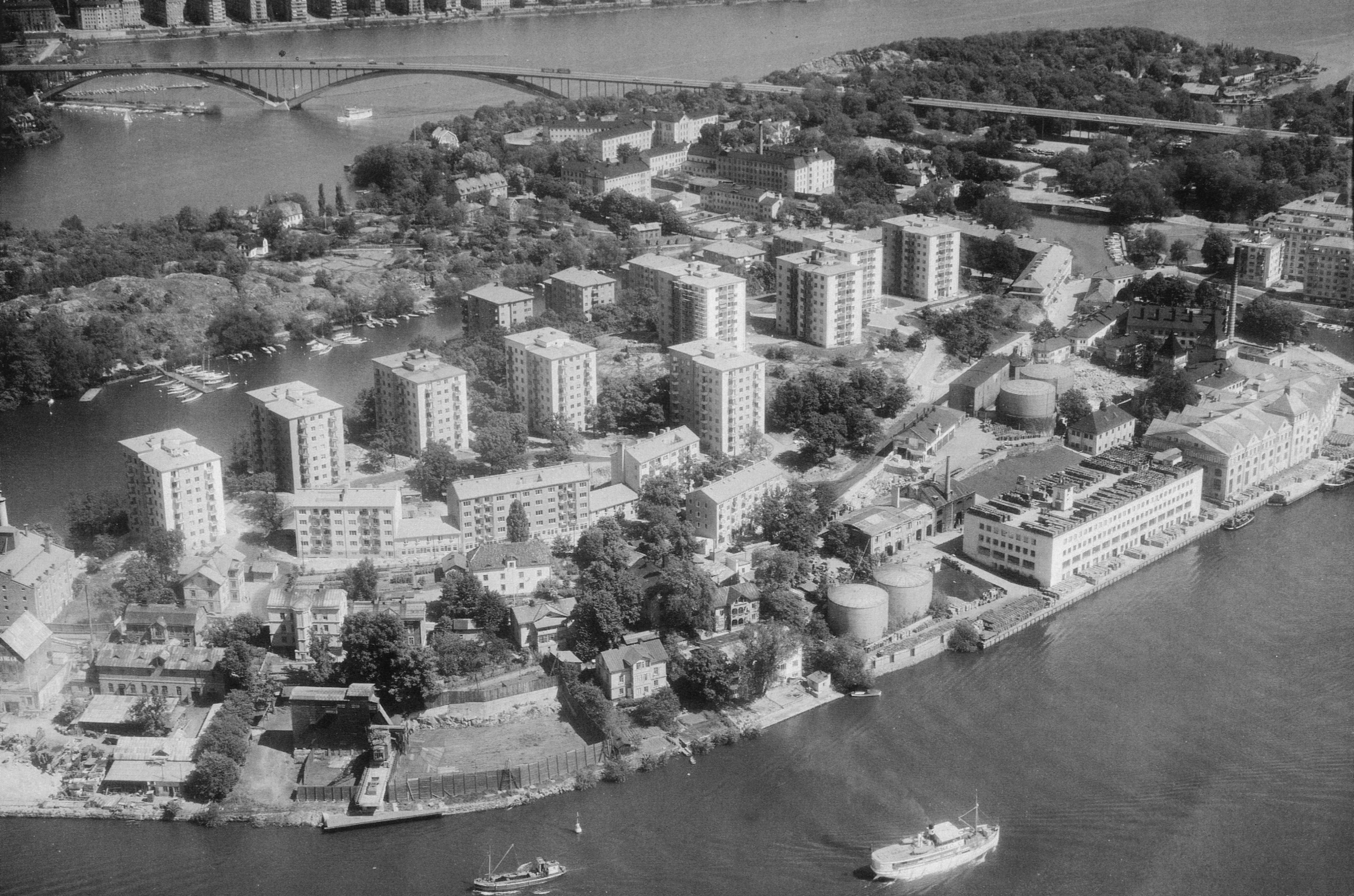
Reimersholme från sydväst 1946.

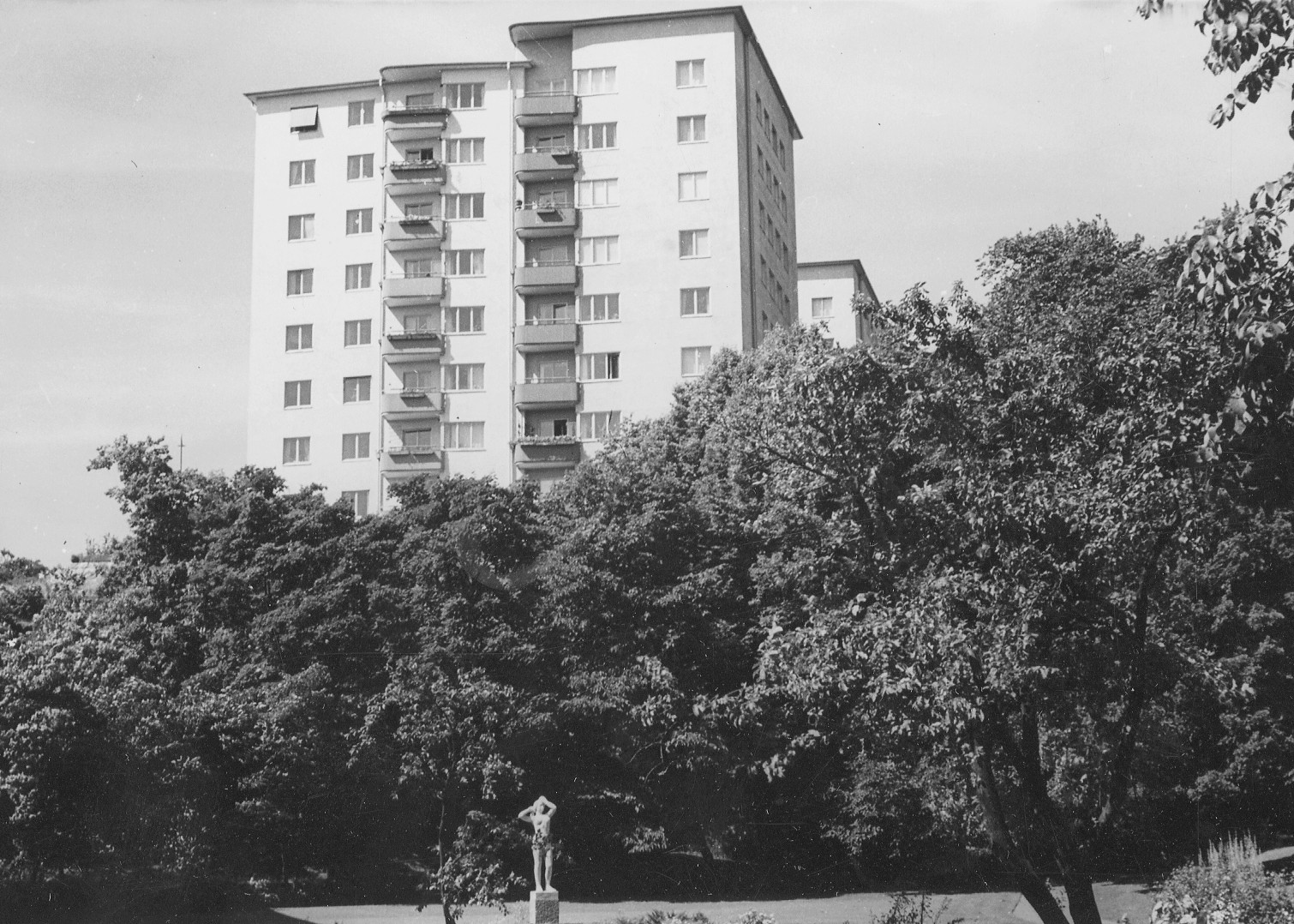
Pokalvägen 4, 1946.

Området hade förvärvats 1939 av HSB från Stockholms Yllefabrik som 1934 gått i konkurs. En stadsplan (Pl 2834) upprättades 1942, signerad av stadsplanedirektören Albert Lilienberg. Den omfattade öns norra och västra delar och vann laga kraft i juni 1943. På Reimersholmes södra del fanns då fortfarande Reymersholms Spritförädlings AB som stängde först 1978. Stadsplanen uppmärksammades internationellt bland annat för att befintlig terräng och vegetation hade på ett föredömligt sätt tillvaratagits och integrerats i den planerade bebyggelsen. 
Kvartersmanet Räkenholmen eller Räkningeholmen är ett äldre, svårtytt namn för Reimersholme och kvarteret Flaskan är tillsammans med Vinfatet och Remmaren inspirerat av den gamla spritfabriken.

## Punkthusen vid Pokalvägen

### Personer och företag
Mitt på Reimersholme, på öns båda högsta kullar, 29 meter respektive 24 meter över Mälaren, medgav stadsplanen bygget av fyra punkthus i åtta våningar med planmått 19 x 26 meter. Husen uppfördes 1943–1944 och ritades av HSB:s chefsarkitekt Sven Wallander tillsammans med hans medarbetare arkitekterna Axel Grape och Fred Forbat. På uppdrag av Wallander gestaltade landskapsarkitekt Ulla Bodorff grönområdena. Husen konstruerades av HSB:s egen konstruktionsavdelning och uppfördes av byggmästaren Sven Jansson. Bostadsrättsföreningen Reimer bildades 1943 och existerar fortfarande. Föreningen äger de fyra punkthusen med sammanlagd 184 bostadsrätter och 28 lokaler.

### Bostadsplaner och utomhusmiljö
Ritningarna för våningsplanen i de fyra punkthusen är i det närmaste identiska. Husen ritades en meter bredare mot norr (18 meter i norr och 17 meter i söder). Långfasaderna trappades av och balkongerna vinklades ut något så att de, tillsammans med gavelns indragna balkonger, fick söderutsikt och vidsträckt vy över Liljeholmsviken. Trapphuset placerades i husets centrum, här fanns hiss och sopnedkast, HSB:s egen uppfinning. Mot söder anordnades två tvårumslägenheter. I husets norra del lades en trerummare och en femrummare med ”jungfrurum”. Däremellan ritades två ettor, den ena med kokvrå.
Än idag präglas stora delar av Reimersholmes kuperade landskap av Ulla Bodorffs trädgårdsarkitektur. Hon stod för HSB-projektets utomhusmiljö. Om det inte fanns möjlighet till att spara och utveckla befintlig mark tog hon i sin gestaltning hand om tusentals ton sprängsten och schaktmassor som användes sedan för utfyllnad av skrevor och strandlinjer och modellering av ett landskap som ter sig naturligt.

## Invigningen

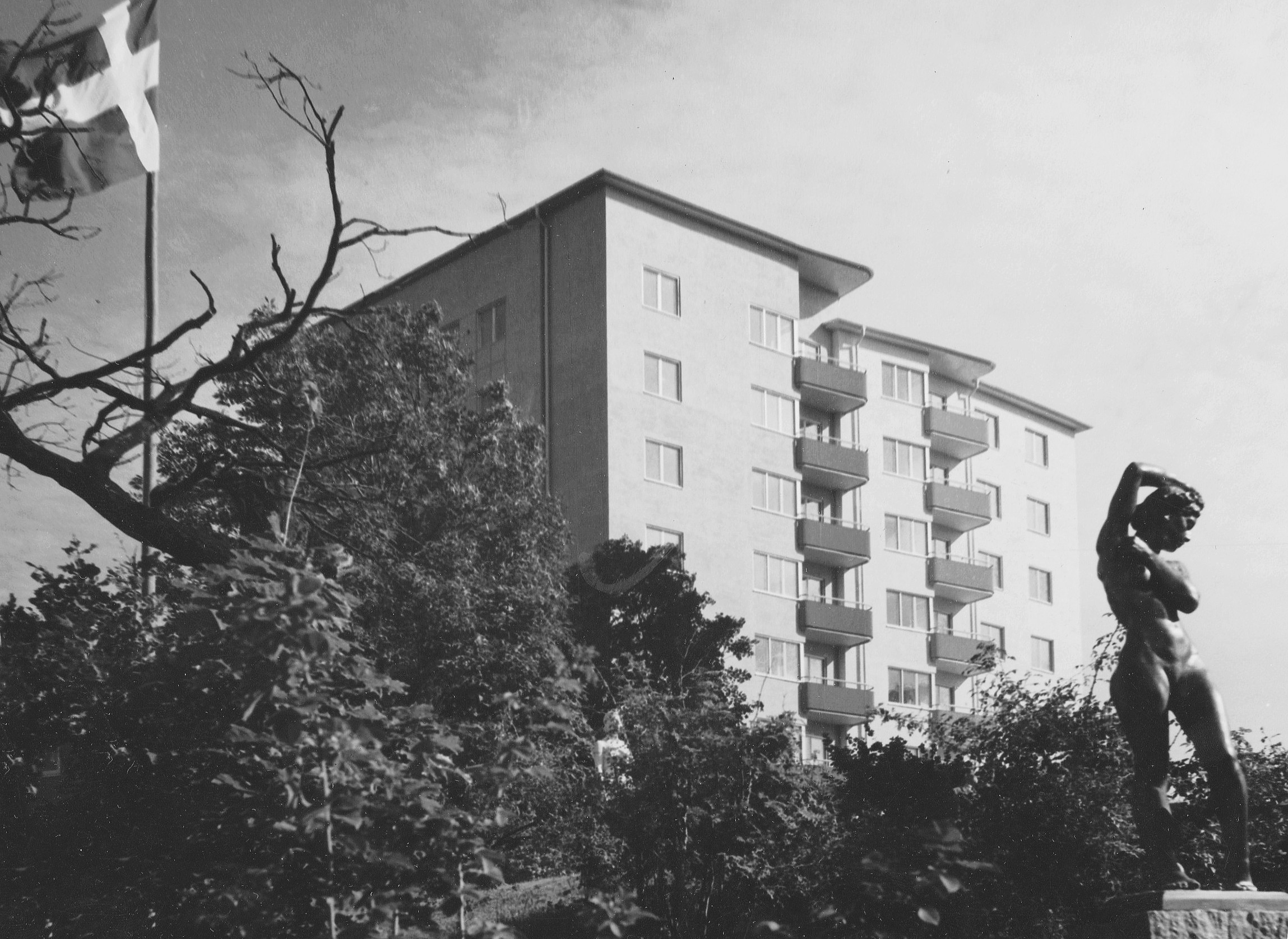
Från invigningen 1944, Nils Sjögrens skulptur Sommar i förgrunden.

De fyra höghusen och låghusbebyggelsen mot Liljeholmsviken stod klara den 8 augusti 1944, när andra världskriget fortfarande pågick i Europa. Samtidigt med invigningen firade HSB sitt 20-årsjubileum. Arrangemanget skedde i festliga former under närvaro av bland andra Prins Eugen, kronprinsen Gustaf VI Adolf och prins Gustaf Adolf som guidades runt av arkitekten Sven Wallander. En strålande högsommardag gav den perfekta inramningen.
Kronprinsen höll tal och tusentals nyfikna trängdes på den lilla ön för att titta på husen och utställningar samt ströva i de nyanlagda trädgårdarna. Hela ön hade för jubileet förvandlats till en utställningslokal med statyer av samtida svenska konstnärer, bland dem Stig Blomberg, Otto Strandman, Nils Sjögren och Nils Möllerberg. Specialutställningar i anslutning till höghusen gick under rubriken ”Bostad och ekonomi” och ”Lägenheten som växer”. Till jubileumsfesten stod även öns äldsta byggnad restaurerad, Reimers malmgård från 1700-talet, som också hade förvärvats av HSB och genom Alva Myrdals överinseende förvandlats till mönsterdaghem för bostadsområdets barn. 

### Kortfilmen
HSB lät även producera en kortfilm om händelsen, HSB:s jubileumsutställning på Reimersholme 1944, i regi av Nils Skoglund för Filmo, arbetarrörelsens filmbolag, som hade bildats 1938 och specialiserat sig på kortfilmer om det framväxande folkhemmet.

## Nutida bilder

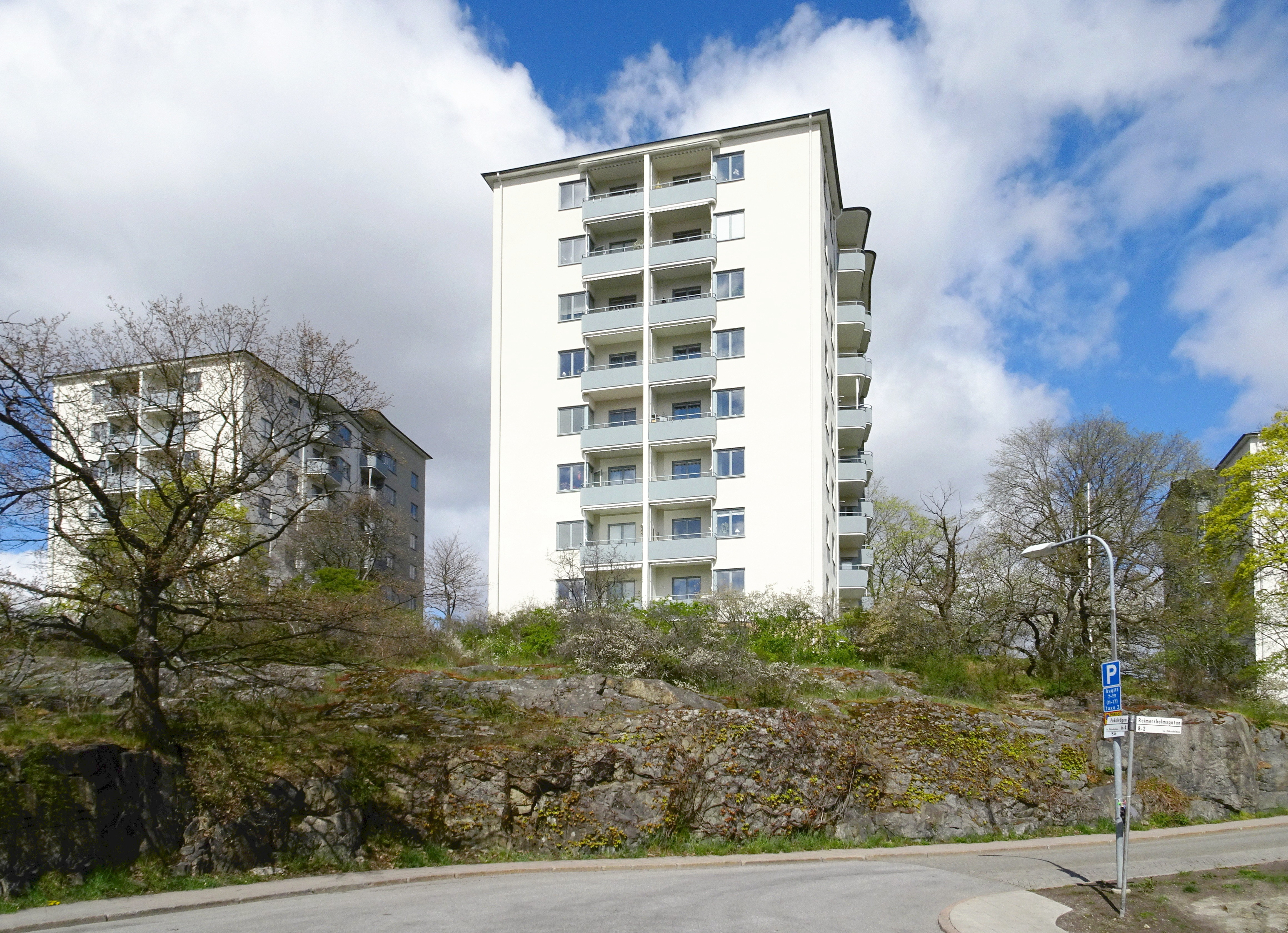
Pokalvägen 3 (närmast) och 5.
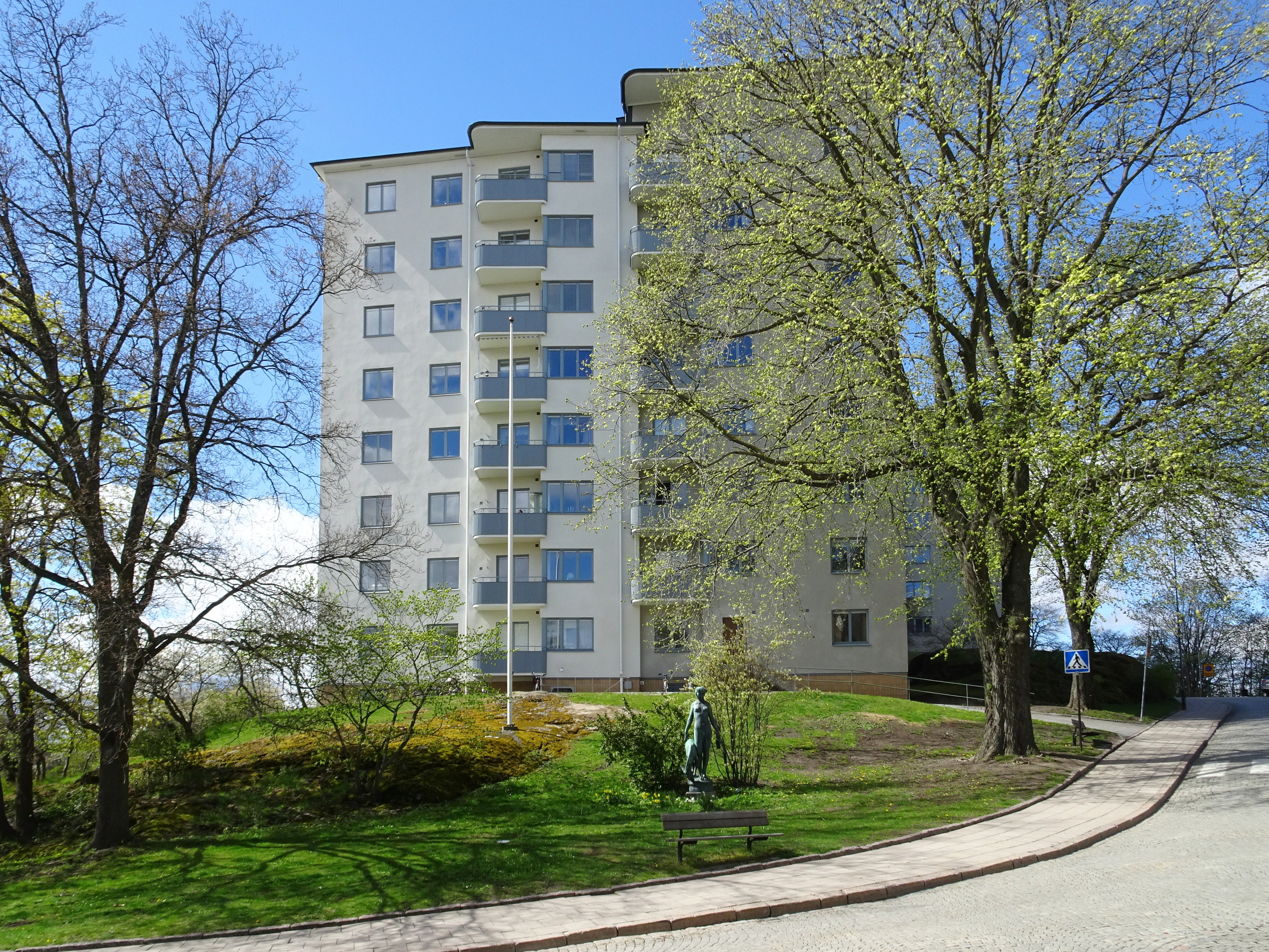
Pokalvägen 3 med "Diana" i förgrunden.
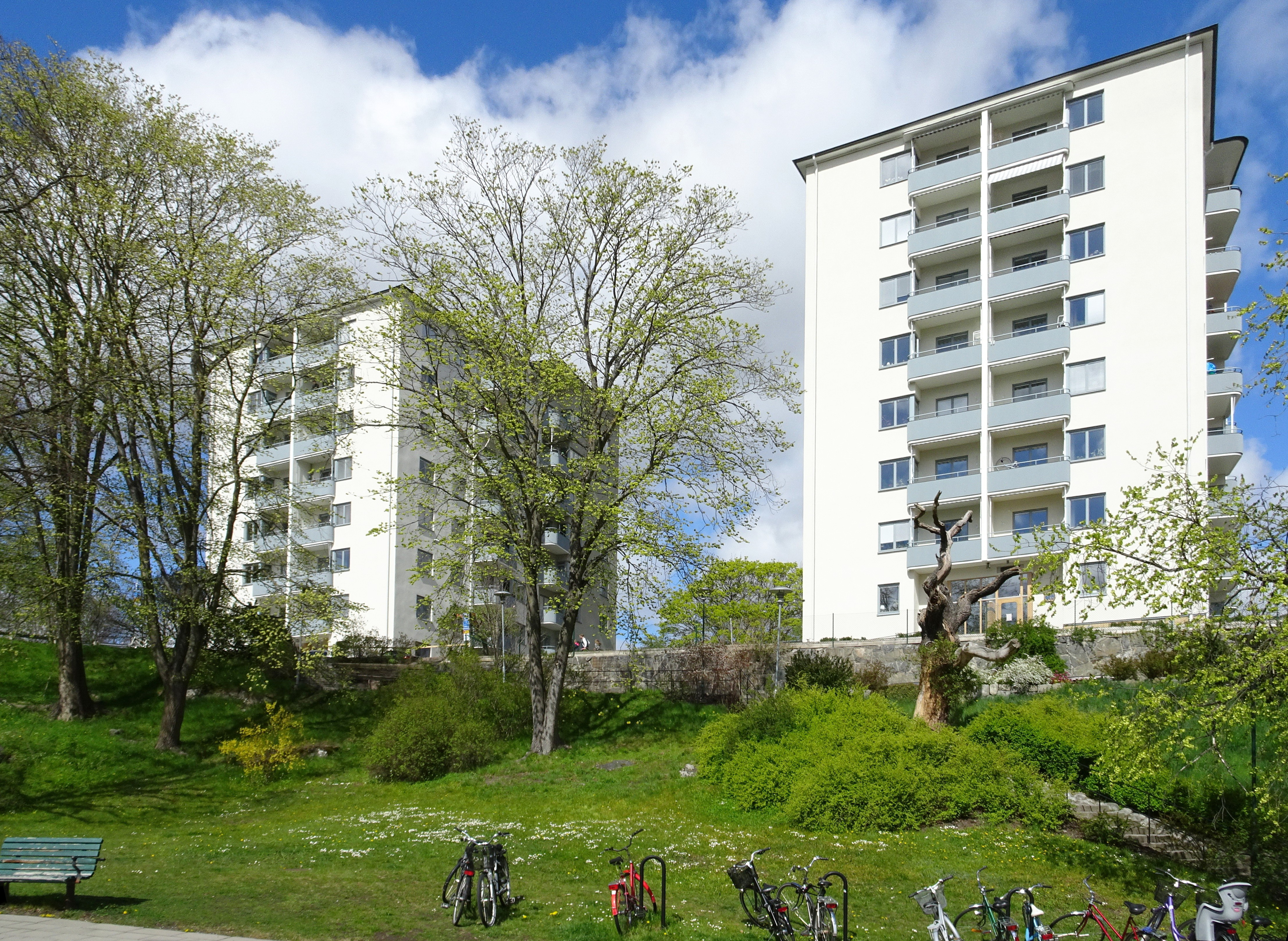
Pokalvägen 4 (närmast) och 6.
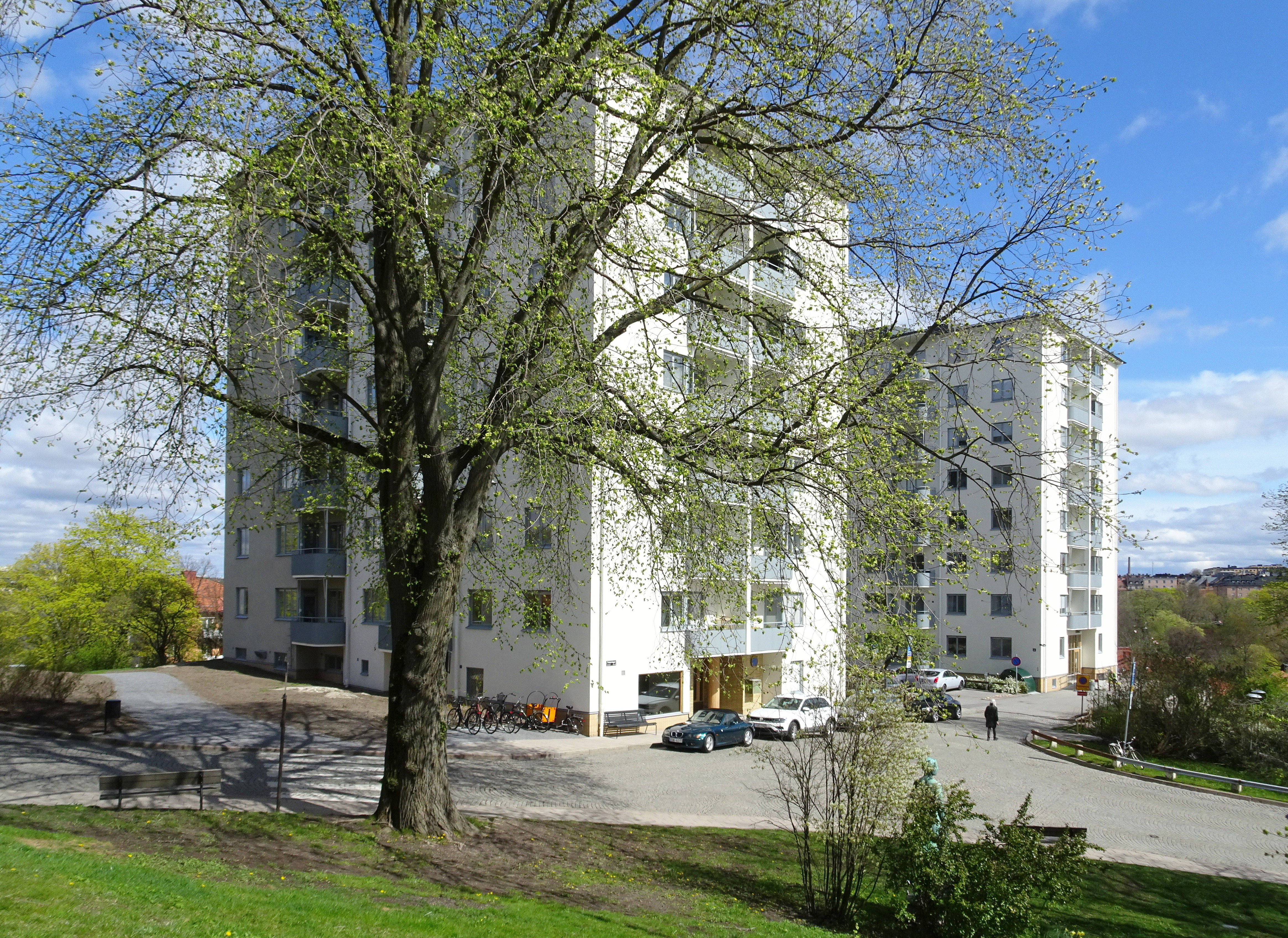
Pokalvägen 6 (närmast) och 4.
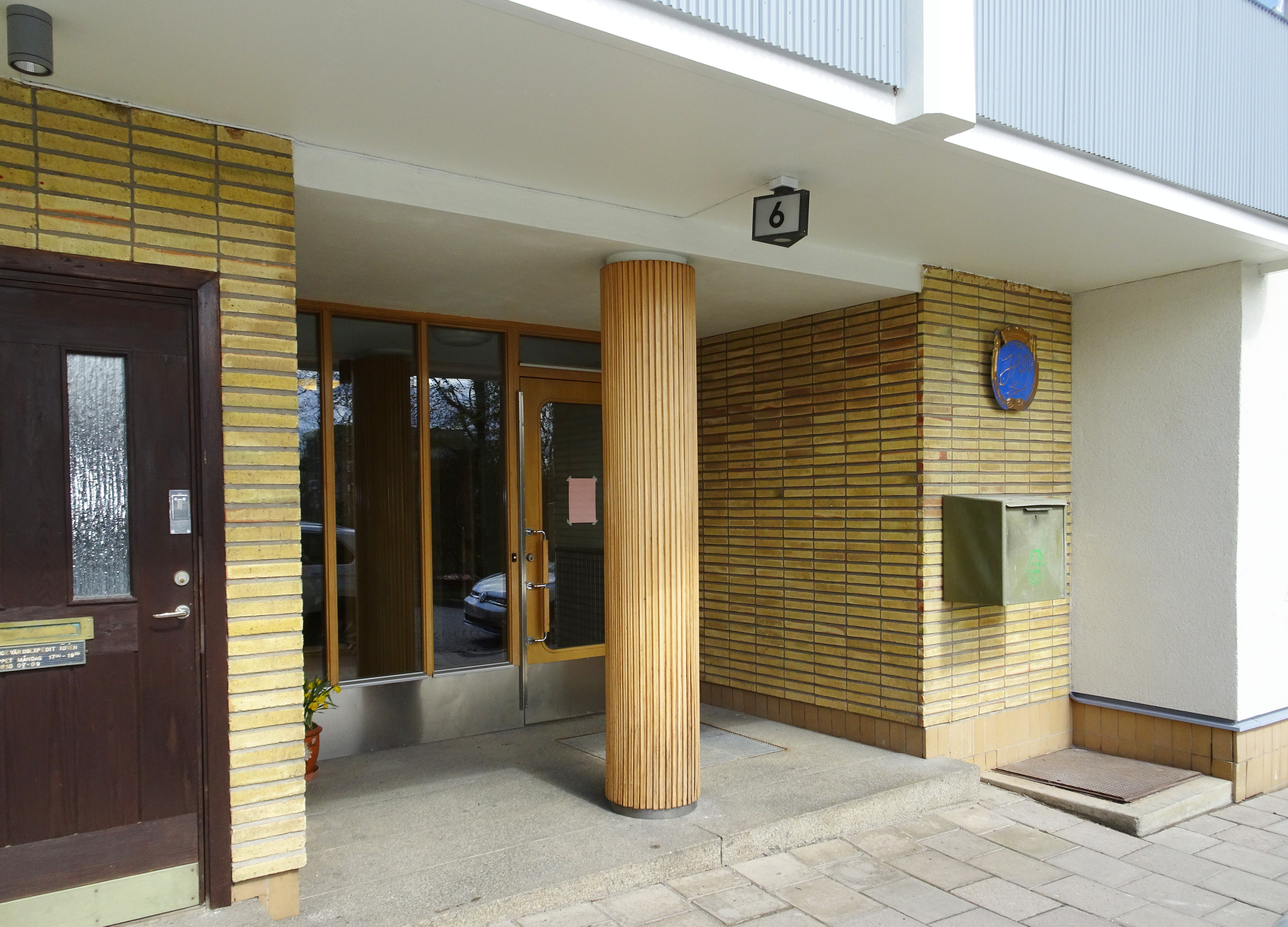
Entré Pokalvägen 6.